# Rivière Mégiscane
Rivière Mégiscane är ett vattendrag i Kanada.   Det ligger i provinsen Québec, i den sydöstra delen av landet, 400 km norr om huvudstaden Ottawa.
I omgivningarna runt Rivière Mégiscane växer i huvudsak blandskog. Trakten runt Rivière Mégiscane är nära nog obefolkad, med mindre än två invånare per kvadratkilometer.